# Katherine Patricia Ruth
Katherine Patricia Ruth, đến từ California, là thí sinh thứ 2 đến từ Hoa Kỳ giành được vương miện tại cuộc thi Hoa hậu Quốc tế .
Katherine đăng quang ngôi vị Hoa hậu Quốc tế vào năm 1978 tại Tokyo, Nhật Bản, 4 năm sau lần đầu tiên Hoa Kỳ có người đẹp chiến thắng tại cuộc thi này vào năm 1974.